# Sericostola
Sericostola é um gênero de mariposa pertencente à família Acrolepiidae.